# Jean Lombard
Jean Lombard (Tolone, 1854 – Charenton, 1891) è stato un romanziere francese.
Sindacalista, si distinse anche come letterato, nel clima decadente di fine secolo inaugurato, dal lato critico, dai saggi,  sui 'Poeti Maledetti', di Paul Verlaine. Suo più noto romanzo Byzance (1890) . Nella sua opera letteraria si tratta di orientalismo, androginia e paganesimo. Influenzò parecchi suoi contemporanei, in specie Rachilde e Jean Lorrain.
Nel romanzo L'agonie (1888), tratta della vita dell'imperatore romano Eliogabalo (218-222); l'opera si avvalse allora della prefazione di Octave Mirbeau.